# Скайлаб 4
Скайлаб 4 или SL-4 (на английски: Skylab 4) е третата и последна пилотирана мисия до американската станция Скайлаб. Мисията е изстреляна с ракета-носител Сатурн IB и е с тричленен екипаж. Мисията Скайлаб-4 в поставя рекорд за продължителност на пилотиран космически полет, подобрен едва 4 години по-късно от Союз 26.

## Екипаж

### Основен
| Пост         | Астронавт                           |
| ------------ | ----------------------------------- |
| Командир     | Джералд Кар един космически полет   |
| Пилот        | Уилям Поуг един космически полет    |
| Пилот – учен | Едуард Гибсън един космически полет |

- Броят на полетите за всеки астронавт е преди и включително тази мисия.

### Дублиращ
| Пост         | Астронавт    |
| ------------ | ------------ |
| Командир     | Ванс Бранд   |
| Пилот        | Дон Линд     |
| Пилот – учен | Уилям Леноар |

## Технически данни
Корабът е предназначен за екипаж от трима души и е със сериен номер CSM-118. Той се състои от команден и сервизен модул, използвани в предишните лунни полети от програмата „Аполо“, масата е 20 847 кг. Произведен е от North American Rockwell Corporation, Space Div., Downey, Kalifornie (USA) за НАСА в Хюстън. По-късно е каталогизиран от COSPAR с номер 1973-090A. Командния модул има формата на конус, с височина 3.5 m, в себе си има парашутна система със седем парашути, двигатели, батерии, оптика и система за аварийно спасяване (LES), която се изхвърля след успешен старт. Сервизния модул съдържа в себе си основния двигател и гориво, батерии, кислороден резервоар. Преди кацане се извършва маневра за да се разделят двата модула.

## Полет
Корабът стартира на 16 ноември 1973 с ракетата „Сатурн IB“ от Кейп Канаверал във Флорида. Осем часа след това корабът се скачва с космическата станция Скайлаб над Тихия океан. Програмата на полета предвиждала много експерименти, фотографиране на Земята, медицински и биологични опити. По време на полета се проявяват няколко пъти дефекти в жироскопите, заради което се налагат няколко извънредни маневри, които от своя страна допълват съкращаването на програмата на полета. Астронавтите извършват няколко излизания в открития космос, свързани с както с ремонтни работи, така и замяна на филми и инсталиране на нови камери. Е. Гибсън, като физик прави наблюдения и снимки на Слънцето и кометата „Кохоутек“, включително и предизвиканото от нея слънчевото затъмнение на 24 декември. Преди напускането на станцията от екипажа той увеличава орбитата и на 456 km, за да удължи живота и в орбита. Става така, че това е последният екипаж до нея, а всички планирани мисии са анулирани. При завръщането си на Земята екипажът връща над 92 000 снимки на Земята и огромно количество допълнителни данни на лента. По време на маневрата за кацане командирът установява, че системата за автоматично кацане не работи и приземяването става ръчно.

#### Излизания в открития космос
Астронавтите извършват 4 излизания в космоса с общо време 22 часа 22 минути:
- Гибсън и Поуг – Излизане 1 (ЕVA 1)
  - EVA 1 начало: 22 ноември 1973, 17:42 UTC
  - EVA 1 край: 23 ноември, 00:15 UTC
  - Продължителност: 6 часа 33 минути
- Кар и Поуг – EVA 2
  - EVA 2 начало: 25 декември 1973, 16:00 UTC
  - EVA 2 край: 25 декември, 23:01 UTC
  - Продължителност: 7 часа, 1 минута

- Кар и Гибсън – EVA 3
  - EVA 3 начало: 29 декември 1973, 17:00 UTC
  - EVA 3 край: 29 декември, 20:29 UTC
  - Продължителност: 3 часа, 29 минути
- Кар и Гибсън – EVA 4
  - EVA 4 начало: 3 януари 1974, 15:19 UTC
  - EVA 4 край: 3 януари, 20:38 UTC
  - Продължителност: 5 часа, 19 минути

## Кацане
На 8 февруари 1974 г. в 10:28 часа корабът се отделя от станцията „Скайлаб“. В 14:35:59 часа е включен спирачният двигател. В 15:16:54 часа се приводнява в Тихия океан, на около 370 км от Сан Диего. Кабината на екипажа е прибрана от американския самолетоносач „USS New Orleans“. Станцията продължава полета си в автоматичен режим. Заради много високата слънчева активност през 1979 г., земната атмосфера се разширява. Скайлаб, която няма тягов ракетен двигател, бързо губи височина. Поради забавеното изстрелване на космическата совалка, която трябва да изтласка станцията на по-голяма височина, НАСА решава да прекрати проекта „Скайлаб“ и тя изгаря в атмосферата. По-едрите отломки падат в океана близо до Австралия.